# تسونه‌هیکو کامی‌جو
تسونه‌هیکو کامی‌جو (به ژاپنی: 條 恒彦, Kamijō Tsunehiko)؛ زادهٔ ۷ مارس ۱۹۴۰) بازیگر، و صداپیشه در ژاپن اهل ژاپن است.
از فیلم‌ها یا برنامه‌های تلویزیونی که وی در آن نقش داشته است می‌توان به لالایی تورا-سان اشاره کرد.